# Ten Feet High
Ten feet high fue el primer álbum en solitario de la cantante Andrea Corr, conocida por ser la vocalista de la banda irlandesa The Corrs, de la que es la hermana más joven.
El disco estivo producido por Nelle Hooper, bajo la supervisión de Bono U2 como productor ejecutivo y arreglos de cuerda de Anne Dudley y Michael Jennings. 
Otros colaboradores en este proyecto son Simon Gogerly (mezclador) y Anton Corbijn, encargado de la fotografía y el tema «Take me i'm yours» es una versión de la del grupo británico Squeeze.
A la par con la promoción fue acompañado por un EP promocional, en que la artista interpretó algunos de los temas del disco al estilo acústico, en piano y guitarra. Comentó sobre el álbum en televisión y entrevistas. La gira comenzó en verano donde la cantante estuvo acompañada por cinco músicos.
El disco se publicó el 21 de agosto en España con material extra y fue por eso a su debido retraso en comparación con otros países. En ese país el disco alcanzó los Top 10 en la primera semana después de su lanzamiento, sin embargo en el mercado general y aún con alta promoción no pudo tener un impacto esperado. A pesar de ello obtuvo críticas y comentarios favorables.

## Lista de canciones
Todas las canciones escritas por Andrea Corr, salvo la que se indique.

### Ten feet high
| N.º | Título                                                | Escritor(es)                 | Duración |  |
| 1.  | «Hello boys»                                          |                              | 2:51     |  |
| 2.  | «Anybody there»                                       |                              | 3:19     |  |
| 3.  | «Shame on you (to keep my love from me)»              |                              | 3:59     |  |
| 4.  | «I do»                                                |                              | 2:06     |  |
| 5.  | «Ten feet high»                                       |                              | 3:23     |  |
| 6.  | «Champagne from a straw»                              |                              | 3:35     |  |
| 7.  | «24 hours»                                            |                              | 3:00     |  |
| 8.  | «This is what it's all about»                         |                              | 3:38     |  |
| 9.  | «Take me i'm yours»                                   | Chris Difford/Glenn Tilbrook | 3:08     |  |
| 10. | «Stupidest girl in the world»                         |                              | 3:42     |  |
| 11. | «Ideal world»                                         |                              | 2:22     |  |
| 12. | «Shame on you (to keep my love from me)» (Radio edit) |                              | 3:36     |  |

### Bonus track para Japón
| N.º | Título    | Duración |  |
| 13. | «Amazing» | 2:26     |  |

### Bonus tracks (Descarga digital)
| Descarga digital bonus tracks |                                                                  |          |  |
| N.º                           | Título                                                           | Duración |  |
| 14.                           | «Shame on you (to keep my love from me)» (Versión acústica)      | 3:01     |  |
| 15.                           | «Shame on you (to keep my love from me)» (Video sesión acústica) | 3:10     |  |

## Listas de Ventas
- #9 Top 100 Álbumes España

| Posición | 9 | 11 | 23 | 37 | 53 | 79 |

- #24 Irish Albums Chart
- #38 UK Albums Chart
- #43 Swiss Album Chart
- #84 Dutch Albums Chart
- #86 German Album Chart
- #98 Australian ARIA Album Chart
- #128 French Albums Chart